# Manilkara maxima
Manilkara maxima е вид растение от семейство Sapotaceae. Видът е световно застрашен, със статут Уязвим.

## Разпространение
Разпространен е в Бразилия (Баия).